# 双甲磺酰亚胺银
双甲磺酰亚胺银是一种无机化合物，化学式为AgN(SO2CH3)2。它的水合物（AgN(SO2CH3)2·1⁄4H2O）可由双甲磺酰基胺和氧化银反应制得，其二乙腈合物可由AgN(SO2CH3)2在乙腈中回流得到。乙腈合物在60 °C、10−2 hPa下用五氧化二磷干燥，可以得到无水物。

## 反应
双甲磺酰亚胺银和苯基氯化汞反应，可以得到双甲磺酰亚胺(苯基)汞。它和二甲基二氯化锡反应，可以得到二(双甲磺酰氨基)二甲基锡。